# سوق كليور
سوق كليور (بالإندونيسية: Pasar Klewer) هو أكبر سوق للمنسوجات في مدينة سولو بإندونيسيا. السوق الذي يقع بجانب كيراتون سوراكارتا هو أيضًا مركز تسوق لتجار الباتيك من يوجياكرتا وسورابايا وسمارانج ومدن أخرى في جاوة. يحتوي هذا السوق على طابقين ويمكن أن يستوعب 1.467 متداولًا مع عدد من الأكشاك يبلغ عددها 2.064 وحدة. سوق كليور ليس فقط مركز اقتصادي، ولكن أيضًا وجهة سياحية ورمزًا لمدينة سولو.

## حريق 27 ديسمبر 2014

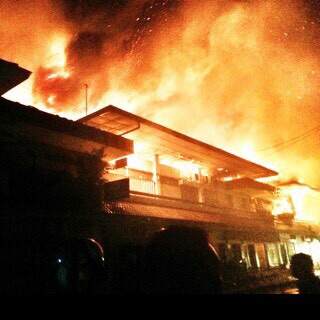
اندلاع الحريق في مساء السبت.

في مساء يوم 27 ديسمبر 2014 تم إحتراق السوق بالكامل. في الوقت نفسه كان هناك استمرار للحرائق في ساحة سوراكارتا مما تسبب في حالة من الذعر. وقعت الحرائق في الجناح الغربي من المبنى الجديد للسوق، في حين لم يتأثر السوق القديم بشكل كبير.
على سبيل المتابعة، قامت حكومة مدينة سوراكارتا ببناء سوق مؤقت في منطقة المربع الشمالي للسوق وجزء من أداء السوق، بإذن من قصر سوراكارتا هدينينغرات، قبل الانتهاء من إعادة بناء مجمع السوق.